# 마리아 클라라 앗 이바라
《마리아 클라라 앗 이바라》(필리핀어: Maria Clara at Ibarra)는 2022년 방영된 필리핀의 텔레비전 드라마이다.